# David Forniés
 David Forniés Aquilino (Elche, Alicante, 6 de febrero de 1991) es un jugador español de fútbol. Su demarcación habitual es la de defensa y juega en el Club Deportivo Atlético Baleares de la Primera Federación.

## Trayectoria profesional
Forniés es un defensa formado en la cantera del Valencia C. F. Más tarde, pasó por equipos como el Real Zaragoza "B", el Getafe C. F. "B", el Club Lleida Esportiu y el C. E. Sabadell F. C.
Jugó la campaña 2016-17 en la Cultural Leonesa, equipo con el que consiguió el ascenso a Segunda División. En verano de 2017 reforzó el lateral izquierdo del Real Murcia C. F.
En julio de 2019 se convirtió en nuevo jugador del F. C. Cartagena. El 20 de julio de 2020 el club logró el ascenso a la Segunda División tras derrotar al Atlético Baleares en la tanda de penaltis. En la categoría de plata disputó 25 partidos en los que anotó un gol ante el R. C. D. Mallorca.
El 1 de agosto de 2021 firmó por la Agrupación Deportiva Alcorcón para una temporada, en la que no lograron la permanencia en Segunda División. De cara a la siguiente se fue al Atlético Baleares, equipo por el que fichó el 14 de agosto de 2022.

## Clubes
| Club                    | País   | Año       |
| ----------------------- | ------ | --------- |
| Valencia C. F. Mestalla | España | 2010-2011 |
| Real Zaragoza "B"       | España | 2011-2013 |
| Getafe C. F. "B"        | España | 2013-2014 |
| Lleida Esportiu         | España | 2014-2015 |
| C. E. Sabadell F. C.    | España | 2015-2016 |
| Cultural Leonesa        | España | 2016-2017 |
| Real Murcia C. F.       | España | 2017-2019 |
| F. C. Cartagena         | España | 2019-2021 |
| A. D. Alcorcón          | España | 2021-2022 |
| C. D. Atlético Baleares | España | 2022-     |